# Yelán (Volgogrado)
Yelán (ruso: Ела́нь) es un asentamiento de tipo urbano de Rusia, capital del raión homónimo en la óblast de Volgogrado.
En 2021, el territorio del asentamiento tenía una población de 14 405 habitantes, de los que 14 095 vivían en el propio asentamiento y el resto repartidos en dos pedanías: los posiolki rurales de Krasni y Nabat.
Se ubica junto a la confluencia de los ríos Yelán y Tersá. Junto al asentamiento pasa la carretera R207, que une Balashov con Mijáilovka.

## Historia
Fue fundado en 1691, cuando Pedro I entregó el señorío de estas tierras, hasta entonces despobladas, al boyardo Lev Naryshkin. Sus primeros habitantes eran colonos ucranianos procedentes de la República de las Dos Naciones. En sus dos primeros siglos, fue un importante puerto fluvial, conectado a través del río Medvéditsa con Rostov del Don. Era sede de su propia vólost, en el uyezd de Atkarsk de la gobernación de Sarátov.
Aunque a mediados del siglo XIX perdió importancia por quedar fuera de las principales líneas de la red ferroviaria de Sarátov, al finalizar el siglo se abrió aquí una estación en la línea de Kamyshin a Tambov, que le permitió alcanzar el estatus de ciudad en 1921. Perdió el estatus de ciudad en 1923, aunque adoptó el de capital distrital en 1928, cuando se definieron los raiones del krai del Bajo Volga. En 1959 pasó a ser un asentamiento de tipo urbano. Desde 1965, su principal empresa es una fábrica de mantequilla y queso que distribuye productos a gran parte del país.